# 曼萨 (古吉拉特邦)
曼萨（羅馬化：Mānsa）是印度古吉拉特邦甘地讷格尔县的一个城镇。总人口27922（2001年）。

## 人口
该地2001年总人口27922人，其中男性14656人，女性13266人；0—6岁人口3452人，其中男1995人，女1457人；识字率68.98%，其中男性为74.75%，女性为62.60%。